# Graz Giants 2015
Questa voce raccoglie le informazioni riguardanti i Graz Giants nelle competizioni ufficiali della stagione 2015.

## Maschile

### Prima squadra

#### Austrian Football League 2015

##### Stagione regolare
| Wattens 12 aprile 2015, ore 15:30 CEST 3ª giornata | Tirol Raiders | 51 – 14 (14-7 14-7 10-0 13-0) referto | Graz Giants | Gernot-Langes-Stadion (1200 spett.) |

| Graz 18 aprile 2015, ore 14:00 CEST 4ª giornata | Graz Giants | 28 – 34 (7-7 14-21 0-3 7-3) referto | Prague Black Panthers | Stadion Eggenberg |

| Vienna 3 maggio 2015, ore 16:00 CEST 6ª giornata | Danube Dragons | 35 – 14 (0-0 21-0 7-7 7-7) referto | Graz Giants | Stadion Stadlau (1200 spett.) |

| Graz 9 maggio 2015, ore 13:00 CEST 7ª giornata | Graz Giants | 28 – 41 (7-14 7-10 7-14 7-3) referto | Vienna Vikings | Stadion Eggenberg |

| Graz 16 maggio 2015, ore 15:00 CEST 8ª giornata | Graz Giants | 34 – 50 (7-7 14-16 7-21 6-6) referto | Tirol Raiders | Stadion Eggenberg |

| Praga 30 maggio 2015, ore 16:00 CEST 10ª giornata | Prague Black Panthers | 29 – 24 (0-7 22-14 0-3 7-0) referto | Graz Giants | Atletický stadion Slavia |

| Vienna 14 giugno 2015, ore 17:30 CEST 11ª giornata | Vienna Vikings | 26 – 21 (0-0 13-7 7-7 6-7) referto | Graz Giants | Hohe Warte Stadion |

| Graz 20 giugno 2015, ore 16:00 CEST 12ª giornata | Graz Giants | 27 – 26 (7-14 0-3 13-3 7-6) referto | Danube Dragons | Stadion Eggenberg |

#### Statistiche di squadra
| Competizione      | %Vittorie | In casa | In casa | In casa | In casa | In casa | In casa | In trasferta | In trasferta | In trasferta | In trasferta | In trasferta | In trasferta | Totale | Totale | Totale | Totale | Totale | Totale |
| Competizione      | %Vittorie | G       | V       | N       | P       | Pf      | Ps      | G            | V            | N            | P            | Pf           | Ps           | G      | V      | N      | P      | Pf     | Ps     |
| ----------------- | --------- | ------- | ------- | ------- | ------- | ------- | ------- | ------------ | ------------ | ------------ | ------------ | ------------ | ------------ | ------ | ------ | ------ | ------ | ------ | ------ |
| Stagione regolare | .125      | 4       | 1       | 0       | 3       | 117     | 151     | 4            | 0            | 0            | 4            | 73           | 141          | 8      | 1      | 0      | 7      | 190    | 292    |
| Totale            | .867      | 4       | 1       | 0       | 3       | 117     | 151     | 4            | 0            | 0            | 4            | 73           | 141          | 8      | 1      | 0      | 7      | 190    | 292    |

### Seconda squadra

#### AFL - Division III 2015

##### Stagione regolare
| 28 marzo 2015 1ª giornata | Graz Giants 2 | 6 – 76 (6-15 0-41 0-7 0-13) | Carinthian Lions |  |

| 4 aprile 2015 2ª giornata | Gmunden Rams | 23 – 33 (0-13 9-7 7-6 7-7) | Graz Giants 2 | (200 spett.) |

| 19 aprile 2015 3ª giornata | Carinthian Lions | 63 – 9 (28-3 28-0 7-6 0-0) | Graz Giants 2 |  |

| 26 aprile 2015 4ª giornata | Graz Giants 2 | 21 – 29 (d.t.s.) (0-0 7-8 6-6 8-7 0-8) | Gmunden Rams |  |

| 9 maggio 2015 5ª giornata | Graz Giants 2 | 20 – 6 (7-0 7-0 0-0 6-6) | Pinzgau Devils |  |

| 23 maggio 2015 6ª giornata | Pinzgau Devils | 6 – 45 (6-0 0-25 0-6 0-14) | Graz Giants 2 | (100 spett.) |

##### Playoff
| 6 giugno 2015 Semifinale | Vienna Knights | 73 – 0 (28-0 28-0 7-0 10-0) | Graz Giants 2 | (120 spett.) |

#### Statistiche di squadra
| Competizione      | %Vittorie | In casa | In casa | In casa | In casa | In casa | In casa | In trasferta | In trasferta | In trasferta | In trasferta | In trasferta | In trasferta | Totale | Totale | Totale | Totale | Totale | Totale |
| Competizione      | %Vittorie | G       | V       | N       | P       | Pf      | Ps      | G            | V            | N            | P            | Pf           | Ps           | G      | V      | N      | P      | Pf     | Ps     |
| ----------------- | --------- | ------- | ------- | ------- | ------- | ------- | ------- | ------------ | ------------ | ------------ | ------------ | ------------ | ------------ | ------ | ------ | ------ | ------ | ------ | ------ |
| Stagione regolare | .500      | 3       | 1       | 0       | 2       | 47      | 111     | 3            | 2            | 0            | 1            | 87           | 92           | 6      | 3      | 0      | 3      | 134    | 203    |
| Playoff           | .000      | 0       | 0       | 0       | 0       | 0       | 0       | 1            | 0            | 0            | 1            | 0            | 73           | 1      | 0      | 0      | 1      | 0      | 73     |
| Totale            | .429      | 3       | 1       | 0       | 2       | 47      | 111     | 4            | 2            | 0            | 2            | 87           | 165          | 7      | 3      | 0      | 4      | 134    | 276    |

## Femminile

### AFL - Division Ladies 2015

#### Stagione regolare
| 3 settembre 2015 1ª giornata | Graz Giants Ladies | 9 – 28 | Schwaz Hammers Ladies |  |

| 26 settembre 2015 3ª giornata | Budapest Wolves Ladies | 60 – 0 | Graz Giants Ladies |  |

| 3 ottobre 2015 4ª giornata | Graz Giants Ladies | 0 – 53 | Vienna Vikings Ladies |  |

| 25 ottobre 2015 7ª giornata | Danube Dragons Ladies | 55 – 0 (26-0 22-0 0-0 7-0) | Graz Giants Ladies |  |

#### Statistiche di squadra
| Competizione      | %Vittorie | In casa | In casa | In casa | In casa | In casa | In casa | In trasferta | In trasferta | In trasferta | In trasferta | In trasferta | In trasferta | Totale | Totale | Totale | Totale | Totale | Totale |
| Competizione      | %Vittorie | G       | V       | N       | P       | Pf      | Ps      | G            | V            | N            | P            | Pf           | Ps           | G      | V      | N      | P      | Pf     | Ps     |
| ----------------- | --------- | ------- | ------- | ------- | ------- | ------- | ------- | ------------ | ------------ | ------------ | ------------ | ------------ | ------------ | ------ | ------ | ------ | ------ | ------ | ------ |
| Stagione regolare | .000      | 2       | 0       | 0       | 2       | 9       | 81      | 2            | 0            | 0            | 2            | 0            | 115          | 4      | 0      | 0      | 4      | 9      | 196    |
| Totale            | .000      | 2       | 0       | 0       | 2       | 9       | 81      | 2            | 0            | 0            | 2            | 0            | 115          | 4      | 0      | 0      | 4      | 9      | 196    |